# Jacques de Juigné
Pour les articles homonymes, voir Le Clerc et Juigné.
Pour les autres membres de la famille, voir Famille Le Clerc de Juigné.
Jacques Auguste Marie Le Clerc, 7e marquis de Juigné (Paris, 16 février 1874 - Château de Juigné-sur-Sarthe, 12 mars 1951), est un homme politique français du XXe siècle.
Maire de Juigné-sur-Sarthe pendant plus de 40 ans, il fut également député de la Loire-Inférieure (1906-1936), puis sénateur (1936-1941).

## Biographie
« Jacques de Juigné entama très jeune une carrière politique dans laquelle il ne connut pas même le commencement d'un échec. »

— J. Jolly, Dictionnaire des parlementaires français de 1889 à 1940
Le marquis était déjà maire de Juigné-sur-Sarthe lorsqu'il entra, en 1900, au Conseil général de la Loire-Inférieure comme conseiller général représentant le canton de Bourgneuf-en-Retz. Il était entre-temps devenu propriétaire du château du Bois-Rouaud (Chéméré) que son oncle le comte de Juigné lui avait transmis. Il est également propriétaire-éleveur de chevaux.
En ce début de XXe siècle, la population des départements du Finistère, du Morbihan et de la Loire-Inférieure est essentiellement rurale, ainsi, dans le pays de Retz, quatre habitants sur cinq vivaient dans des exploitations agricoles. Dans ces départements, plus des deux tiers des postes d’élus étaient occupés par la noblesse locale, laquelle, selon Michel Gautier, « appuyée sur l’Église catholique, exerçait sur tout le corps social une sorte d’autorité naturelle ». Avant la Grande Guerre, deux membres sur cinq de l'assemblée départementale sont de sang noble, parmi lesquels on peut citer :
- Adolphe Jollan de Clerville, président,
- Hubert de Montaigu et du Henri de La Ferronnays, vice-présidents,
- Henri Le Cour Grandmaison et le comte de La Ruelle, secrétaires,
- ainsi que le chevalier La Barthe, Jules-Albert de Dion, le comte Le Gualès de Mézaubran, le marquis de Bellevue, Charles Ginoux-Defermon, le vicomte de Charrette, le marquis de Juigné, le comte de La Villesboisnet, etc.

### Député
Il entra à la Chambre des députés à 32 ans, élu au premier tour des élections législatives du 6 mai 1906, représentant de la circonscription de Paimbœuf, en remplacement de Jules Galot de qui il a obtenu le retrait. Ce fut pour y demeurer trente ans sans interruption et sans jamais s'y inscrire à aucun groupe, « ne voulant rien aliéner de sa liberté de défendre ses convictions résolument conservatrices ». Dans sa profession de foi, après avoir rappelé aux électeurs sa parenté avec le comte de Juigné, le jeune marquis s'affirmait comme le principal défenseur de la liberté qu'il considérait menacée par la loi de séparation des Églises et de l'État.
Lorsque la dite-loi du 9 décembre 1905, abrogea le Concordat de 1801, le marquis de Juigné s’empressa d’acheter l’abbaye Saint-Pierre de Solesmes afin d’en préserver l’intégrité. Par l’encyclique Maximam gravissimamque du 18 janvier 1924, Pie XI autorise la création d’associations cultuelles diocésaines (prévues par la loi de 1905) pour la possession des biens ecclésiastiques acquis depuis 1905. Le marquis de Juigné fit toutes les démarches administratives nécessaires et dès 1926 les moines purent réoccuper leur abbaye.
Au cours de ces trente années, il se fit connaître comme le champion de deux idées : d'une part la défense des familles nombreuses avec, pour corollaires, le relèvement de la natalité et la liberté religieuse de l'enseignement ; d'autre part la nécessité d'une politique toujours plus ferme à l'égard de l'Allemagne. « Il défendait des convictions conservatrices : c'était un royaliste et catholique convaincu ».
Membre assidu de la commission de la famille, c'est pourtant de celle de l'armée qu'il devint surtout l'illustration.
Réélu en 1910, il entre dans une opposition décidée, votant contre à peu près tout ce qu'on propose :
- contre l'urgence des lois scolaires,
- contre l'assurance mutuelle agricole,
- contre le repos hebdomadaire,

Refusant successivement sa confiance à Briand, Monis et Caillaux.
« Voilà qui doit plaire à la Loire-Inférieure ; aux élections législatives du 26 avril 1914, c'est un triomphe qu'elle lui fait » : 8 956 voix sur 10 213 suffrages exprimés.
Puis c'est la guerre : le marquis de Juigné qui n'est que sergent est promu lieutenant puis officier d'ordonnance à la 176e brigade (88e division d'infanterie territoriale). Dès le 18 décembre 1914 il est cité à l'ordre du jour de la division. Il demeure en première ligne jusqu'en 1917, ce qui lui fit mériter la Croix de guerre.
Réélu député le 16 novembre 1919 (à la « Chambre bleu horizon »), car, bien que le scrutin de liste fut institué, il gardait l'avantage de la majorité absolue - et ce fut encore le cas en 1924, à la tête cette fois d'une liste d'union nationale et catholique - Jacques de Juigné acquiert du poids, sinon de la célébrité, en étant l'un des tout premiers à dénoncer les faiblesses du traité de Versailles. De même, toutes ces années-là il joue un rôle de premier plan à la commission des régions libérées.

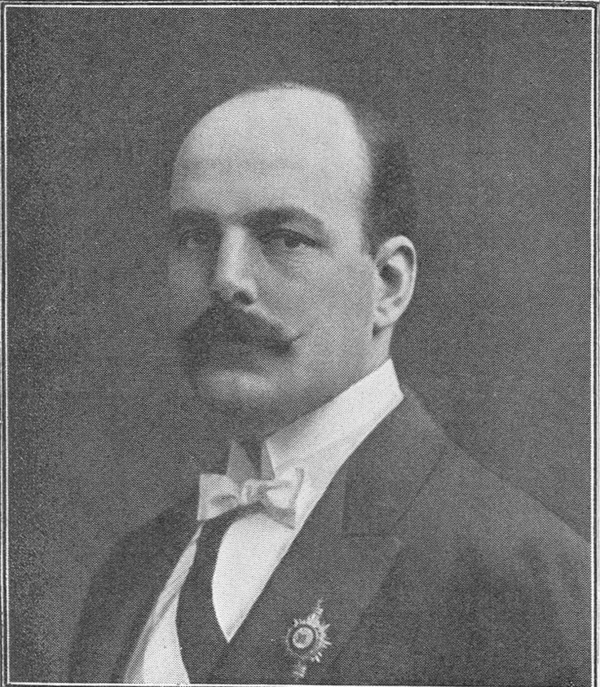
Photographie de Jacques de Juigné.

Cependant, aux législatives du 22 avril 1928 son succès semble moins net. Au reste, Juigné paraît moins assidu à la Chambre, comme s'il se résignait à ne pas obtenir du pouvoir qu'il se montrât plus ferme à l'endroit des Allemands. Le résultat est qu'au renouvellement de 1932, non seulement il lui faut attendre le second tour, mais il ne sort que de justesse.

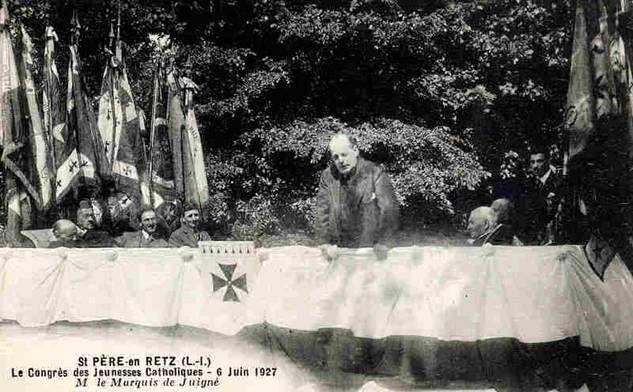
Intervention du marquis de Juigné au Congrès des jeunesses catholiques (Saint-Père-en-Retz, 1927).

### Sénateur
Juigné, sollicité par toutes sortes d'activités (« homme de cheval » depuis toujours, il sera président de la Société hippique française) se présenta au Sénat : il fut élu le 29 novembre 1936, « on ne peut mieux, ».
« Sénateur discret », il réservait le principal de ses soins à la commission de l'armée. Sa seule intervention marquante fut une adresse au ministre de la Défense nationale sur les services retenus pour les propositions de la Légion d'honneur.
En 1940, il vota les pleins pouvoirs au maréchal Pétain. Pendant l'occupation, Jacques de Juigné conserva son mandat de maire de Juigné (jusqu'en 1944, soit plus de 40 ans d'administration). Après la guerre, il abandonne ses différents mandats.
Le marquis de Juigné avait également hérité, de son oncle, du lac de Grand-Lieu, À son tour, au début du XXe siècle, il envisage des projets d'assèchement, fait face à une révolte des pêcheurs. La presse locale prend fait et cause pour ceux-ci, montrant du doigt le dernier « seigneur de Retz », disposant de droits venant d'un autre âge. Après la Première Guerre mondiale, le marquis commence à céder ses terres. Entre 1921 et 1924, il en vend 850 hectares dans la partie sud. Mais, en 1947, il parvient à devenir président du Syndicat du canal de Buzay. Il se lance de nouveau dans la promotion d'un projet d'assèchement. Un nouvel élément est apparu lors de la guerre récemment achevée : les tourbières du lac se sont révélées exploitables. De nouvelles perspectives économiques apparaissent également avec le projet de développer un parc floral en prenant exemple sur les Pays-Bas. Le projet se dessine, on prévoit une digue orientée nord-sud délimitant la partie à assécher, à l'ouest du lac, l'eau devant être évacuée par l'étier de Boiseau. Il était même prévu une prise en charge par l'État de 60 % du budget.
Le projet n'aboutissant toujours pas en 1947, environ 2 780 hectares sur 4 000 au total sont cédés par le marquis, pour trente millions de francs, à une société composée de 4 000 actionnaires dont Jean-Pierre Guerlain.
Il meurt le 12 mars 1951 à Juigné-sur-Sarthe, à l'âge de 77 ans. Il était chevalier de la Légion d'honneur[réf. à confirmer].

## Décorations
| Chevalier de la Légion d'honneur | Croix de guerre 1914-1918 (France) |

- Chevalier de la Légion d'honneur[réf. à confirmer][1] ;
- Croix de guerre 1914-1918.

## Ascendance et postérité
Jacques Le Clerc de Juigné était le seul fils né du mariage (1867) de Henry Anatole Christian (Paris Xe, 8 avril 1845 - Paris VIIIe, 11 avril 1893), 6e marquis de Juigné, capitaine au 33e régiment de marche (gardes mobiles de la Sarthe), chevalier de la Légion d'honneur (30 décembre 1870) et Marie de Talhouët-Roy (1849-1934), fille d'Auguste, marquis de Talhouët-Roy (1819-1884).
- La marquise Leclercq de Juigné, anonyme, 1927, photographie noir et blanc, Paris, Archives de l'Action catholique des femmes.  Le marquis de Juigné épousa[17], le 10 décembre 1901 à Paris VIIIe, Marie Madeleine Emma Eudoxie Schneider (Le Creusot (Saône-et-Loire), 26 avril 1879 - le 29 octobre 1967 - Château de Juigné-sur-Sarthe (Sarthe)), militante féministe chrétienne[18] quatrième fille d'Henri Schneider (1840-1898), dont il eut :
  - Colette Marie Alix Eugénie (Paris, 11 octobre 1902 - Château de Juigné-sur-Sarthe, 20 février 1989), chevalier de la Légion d'honneur,  mariée, le 6 août 1926 à Juigné-sur-Sarthe, avec Armand Marie Augustin Joseph Odet de Durfort de Civrac (1902-1996), duc de Lorges, dont postérité ;
  - Henri (1904-1925), élève à l'École navale (promotion 1922), enseigne de vaisseau, mort d’une pneumonie à l’hôpital naval de Malte[8].

Les Le Clerc éteints, les châteaux de Juigné et du Bois-Rouaud passent aux Durfort-Civrac de Lorges.